# Wallaby
Ne doit pas être confondu avec Wapiti.
Taxons concernés
Les espèces parmi les genres :
- Lagostrophus
- Dorcopsis
- Dorcopsulus
- Lagorchestes
- Onychogalea
- Petrogale
- Thylogale
- Wallabia

Certaines espèces parmi les genres :
- Macropusmodifier

Le wallaby est un nom vernaculaire donné à un ensemble de marsupiaux semblables à des kangourous de petite taille. Il n'y a pas de définition stricte du mot : on appelle wallaby tout macropodidés qui est considéré comme n'étant pas assez grand pour faire partie des kangourous au sens strict ou qui n'a pas reçu une autre dénomination. Les espèces du genre Macropus (tel le wallaby de Bennett) constituent le groupe principal au sein des wallabys aux côtés des lièvre-wallabys, des pétrogales (ou wallabies des rochers), et des thylogales (ou pademelons, wallabies nains et forestiers). Le wallaby bicolore est l'unique représentant du genre Wallabia. En théorie, on exclut des wallabies, les wallaroos (Macropus robustus) dont la taille est intermédiaire entre les kangourous et les wallabies.
Le wallaby peut être vu dans de nombreux parcs zoologiques français et européens. Le climat océanique de sa provenance d'origine (Australie orientale et Tasmanie) est très proche du climat européen, ce qui explique en grande partie pourquoi le wallaby de Bennet est celui qui s'est le mieux adapté au continent européen. Grâce à son épaisse fourrure, il peut en effet supporter des températures relativement basses. De plus, il se reproduit relativement bien. En France, depuis le début des années 1970, des wallabys de Bennett échappés du parc zoologique de Sauvage, situé à Émancé, colonisent le sud de la forêt de Rambouillet. D'autres individus échappés d'enclos forment des colonies dans les îles Britanniques, sur l'Île de Man depuis les années 1960 et sur l'île Lambay en Irlande depuis août 2022.

## Terminologie
Le terme wallaby est directement importé de l'anglais où il est apparu comme emprunt de walabi, mot qui désigne ces animaux dans la langue aborigène Darug,, que parlaient les premiers occupants des environs de Sydney. 
Le pluriel de wallaby est wallabys ou, si l'on choisit de suivre la graphie anglaise, wallabies,,.

## Physiologie
- Habitat : Australie
- Biotope : plaines, savanes boisées, broussailles, forêts mixtes
- Social : il vit en petit groupe de 10 individus, certains mâles peuvent être célibataires
- Nourriture : il digère la cellulose comme les ruminants (herbes, feuilles des buissons, racines, écorces, bourgeons et fruits)
- Gestation : 35 jours, le petit continue à se développer dans la poche marsupiale
- Nombre de petits : 1
- Poids :
  - Femelles : 8 à 15 kg
  - Mâles : 15 à 22 kg
- Hauteur debout ?
- Hauteur assis :
  - Femelles : 50 à 75 cm
  - Mâles : 65 à 90 cm
- Vitesse de déplacement par bonds :
  - Marche : 4 à 5 km/h
  - Croisière : 10 à 20 km/h
  - Moyenne : 30 à 40 km/h
  - Maximale de : 50 à 60 km/h (selon l'espèce)
- Sauts :
  - En hauteur : jusqu'à 1,50 mètre au maximum
  - En longueur : jusqu'à 7 mètres au maximum
- Longévité : jusqu'à 12 ans dans la nature, 20 ans en captivité

## Caractéristiques
À l'arrêt, en position assise, les wallabys se tiennent en appui sur trois points : leurs deux pieds aux 4e et 5e doigts bien développés et leur longue queue.
Pour se déplacer lentement, ils prennent appui sur leurs longs pieds et sur leurs mains.
Pour se déplacer rapidement, ils sautent par bonds, grâce à la détente par appui sur leurs longs pieds, leur queue servant de balancier.
Ils se servent de leurs petites mains pour saisir et manger les aliments, se toiletter en peignant leur pelage et en se grattant derrière les oreilles comme pourrait le faire un primate.
Les mâles sont très agressifs entre eux, en particulier quand il y a des femelles. Quand ils se battent, ils cherchent à se saisir par les mains puis se donnent de forts coups de pied.

## Vivre dans une poche

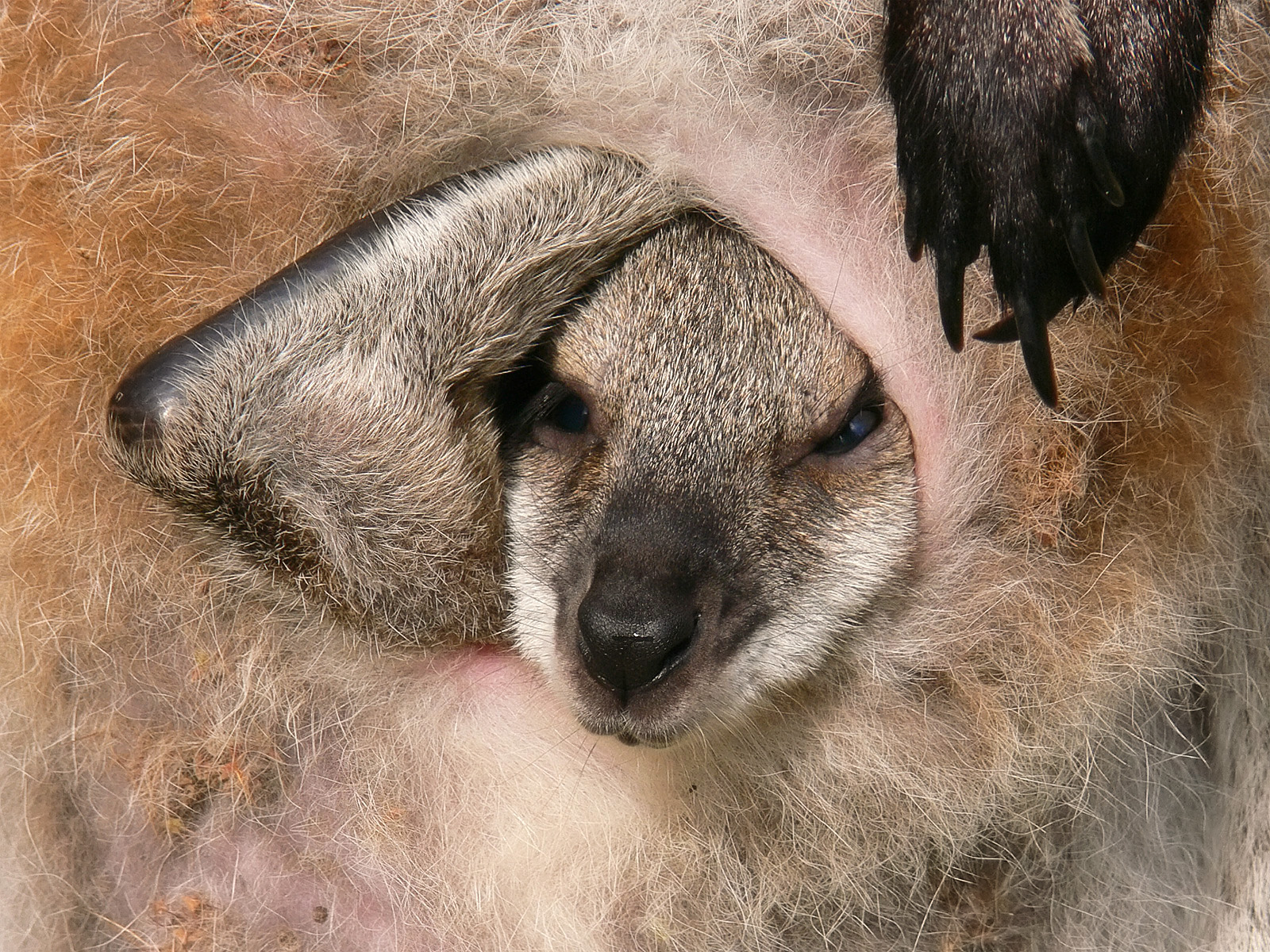
le petit dans la poche

Les wallabies et les autres grands marsupiaux mettent bas un ou deux petits au maximum et les portent dans une vaste poche, caractéristique des marsupiaux. Même complètement sevrés, les petits continuent à dormir ou à se laisser transporter dans la poche.
La mère procède à un nettoyage de la poche marsupiale avant la mise bas, l'embryon, encore aveugle et sourd, détruit son enveloppe, sort, grimpe par reptation sur le ventre le long d'une piste tracée par la mère. Sitôt dans la poche il attrape une mamelle et commence à s'allaiter. Il reste environ 5 mois à l'abri dans cette poche. Tout comme son cousin, le kangourou a lui aussi une poche pour mettre son petit.

## Déplacement
Les wallabys, se déplacent par petits bonds à une vitesse de croisière de 15 km/h environ mais en cas de danger, ils bondissent plus rapidement et atteignent une vitesse de pointe de 30 à 40 km/h en moyenne et de 50 à 60 km/h au maximum (selon les espèces). Ils peuvent faire des bonds impressionnant avec de l'élan, jusqu'à 1,80 mètre de hauteur et jusqu'à 7 mètres en longueur au maximum. Mais en général, leurs bonds sont petits ou aussi moyen, dans ce cas ils sautent le plus souvent à 1 mètre de haut et 3 mètres en longueur.

## Photographie

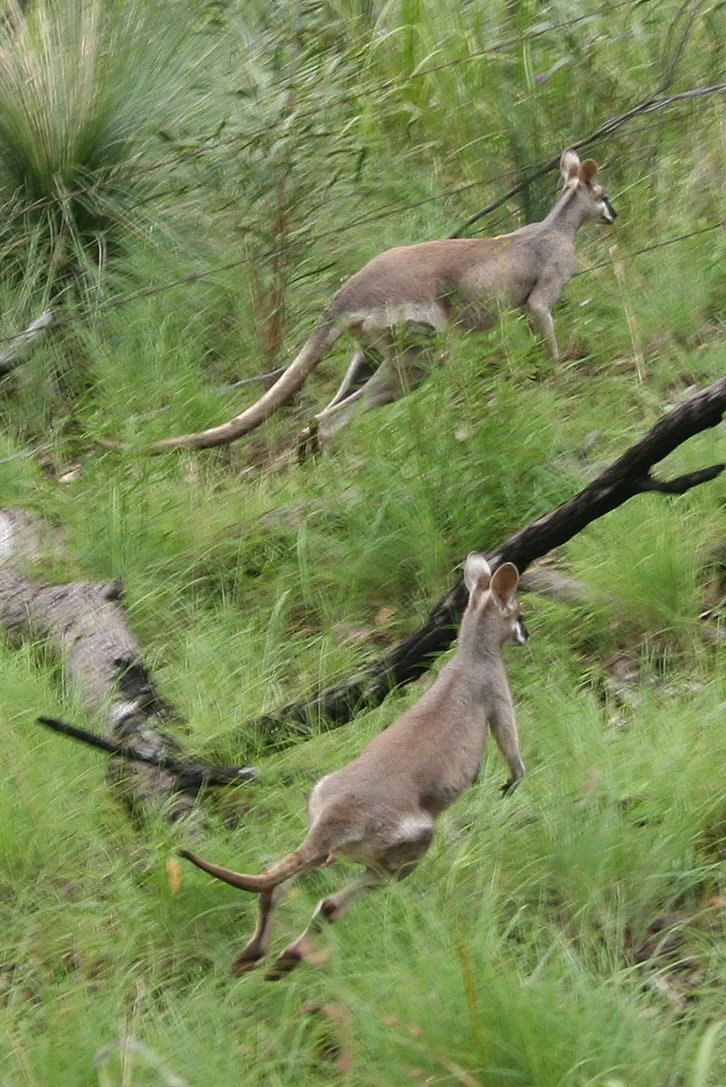
Wallaby de Parry
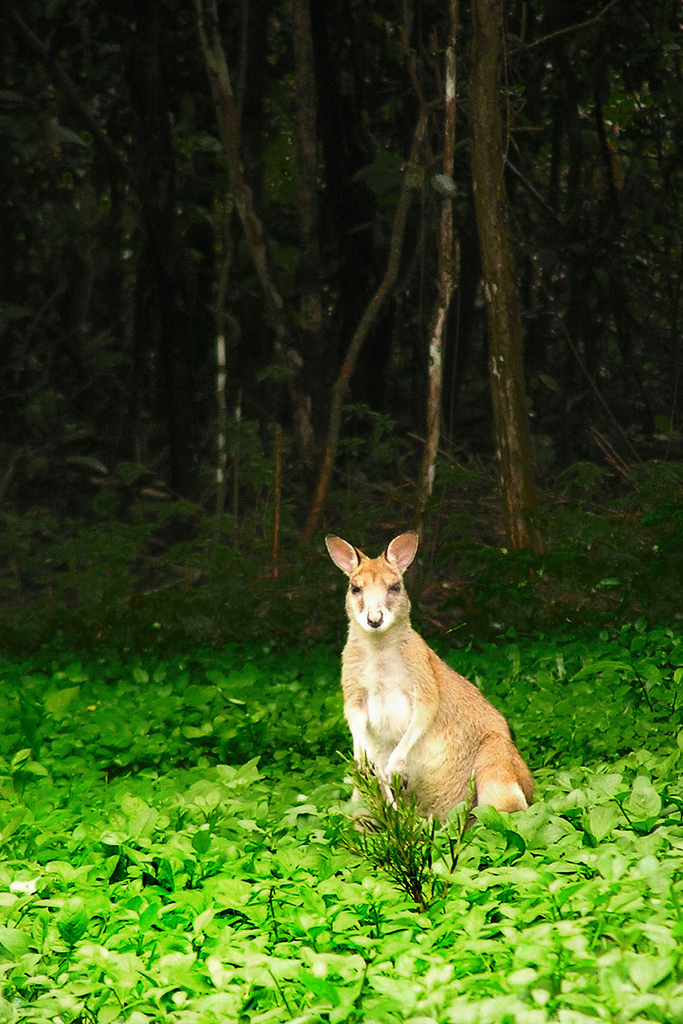
Wallaby agile
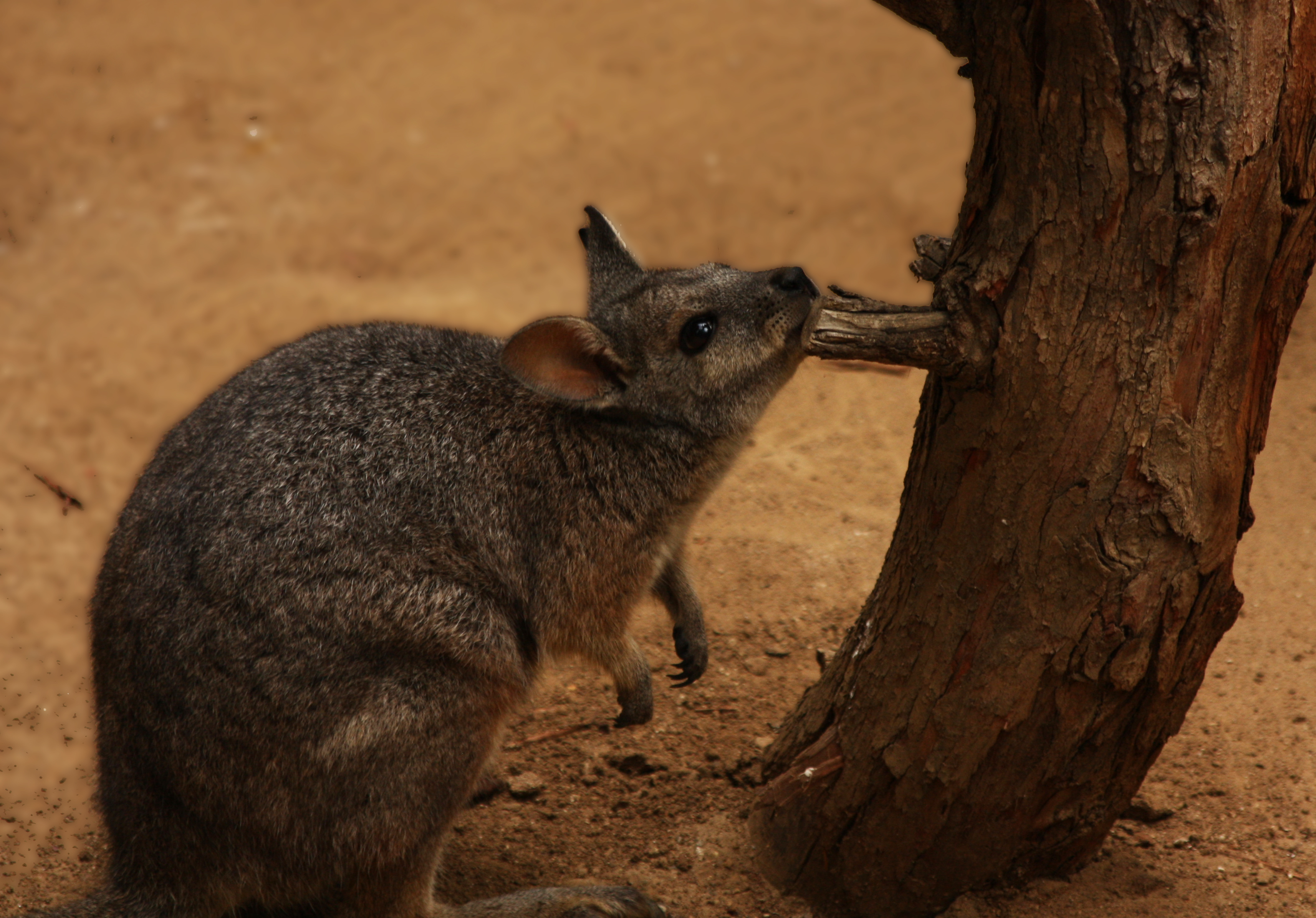
Wallaby de l'ile Eugène
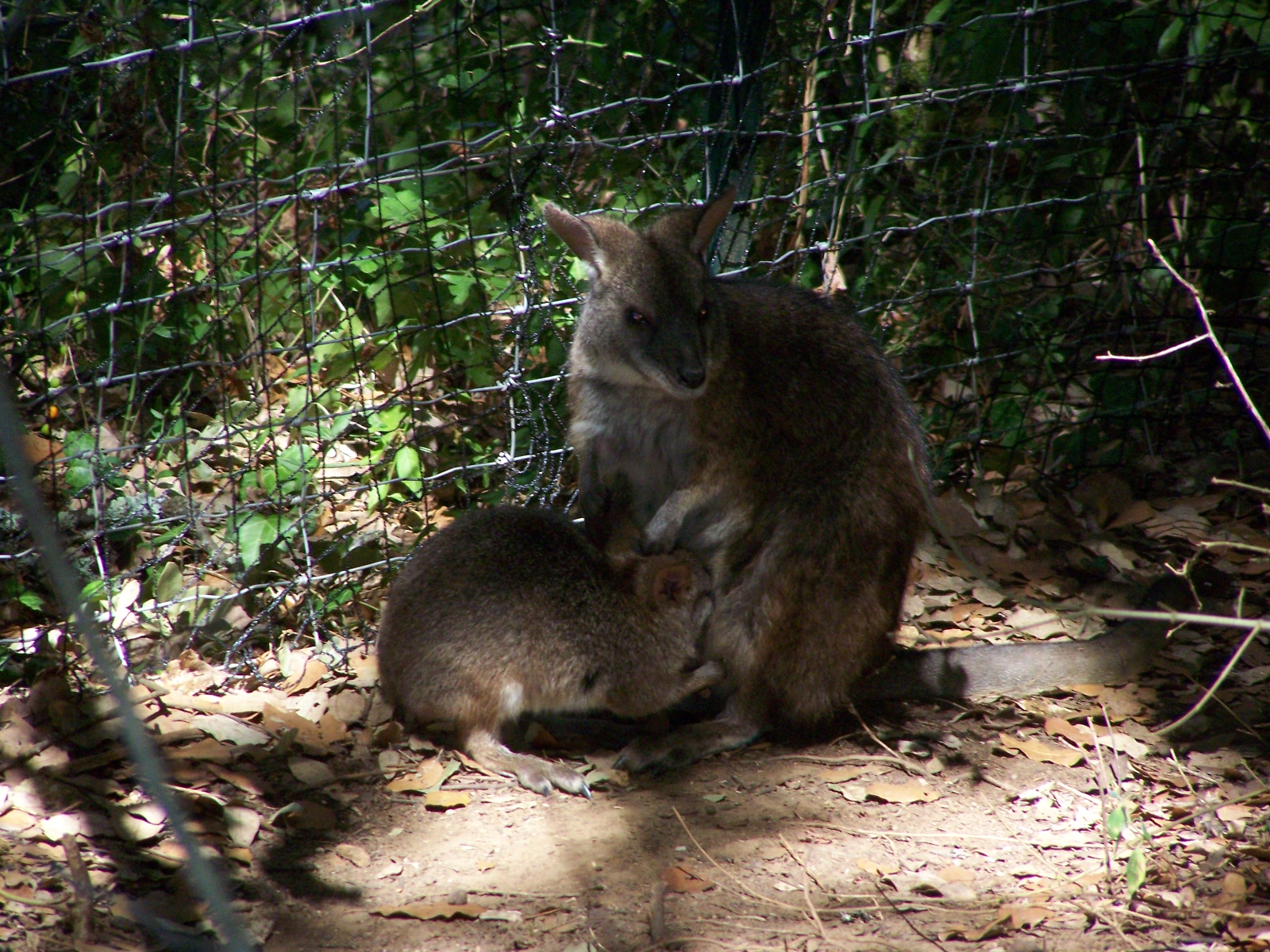
Wallaby de Parma
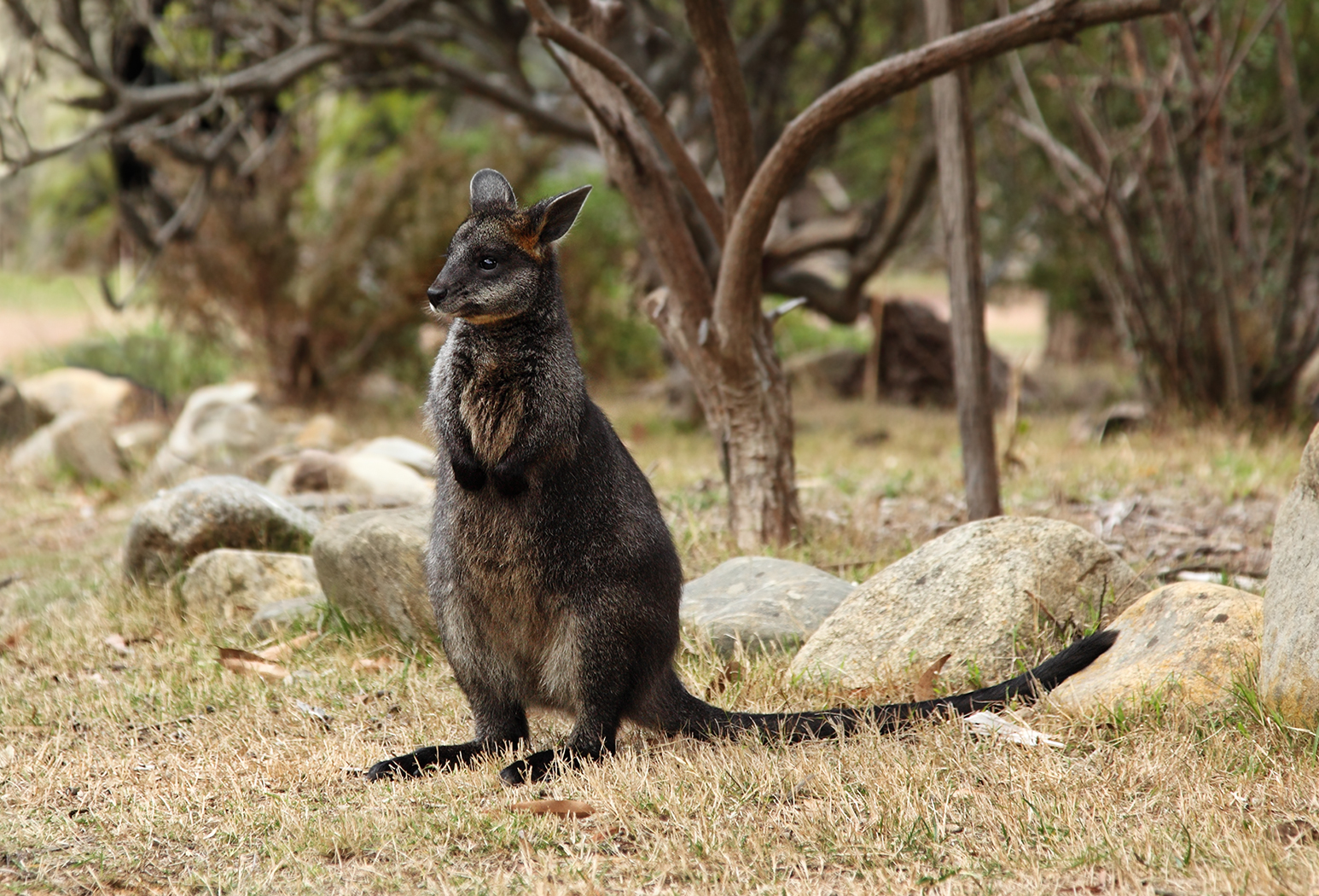
Wallaby bicolore
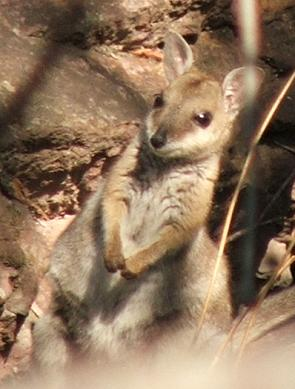
Pétrogale à oreilles courtes
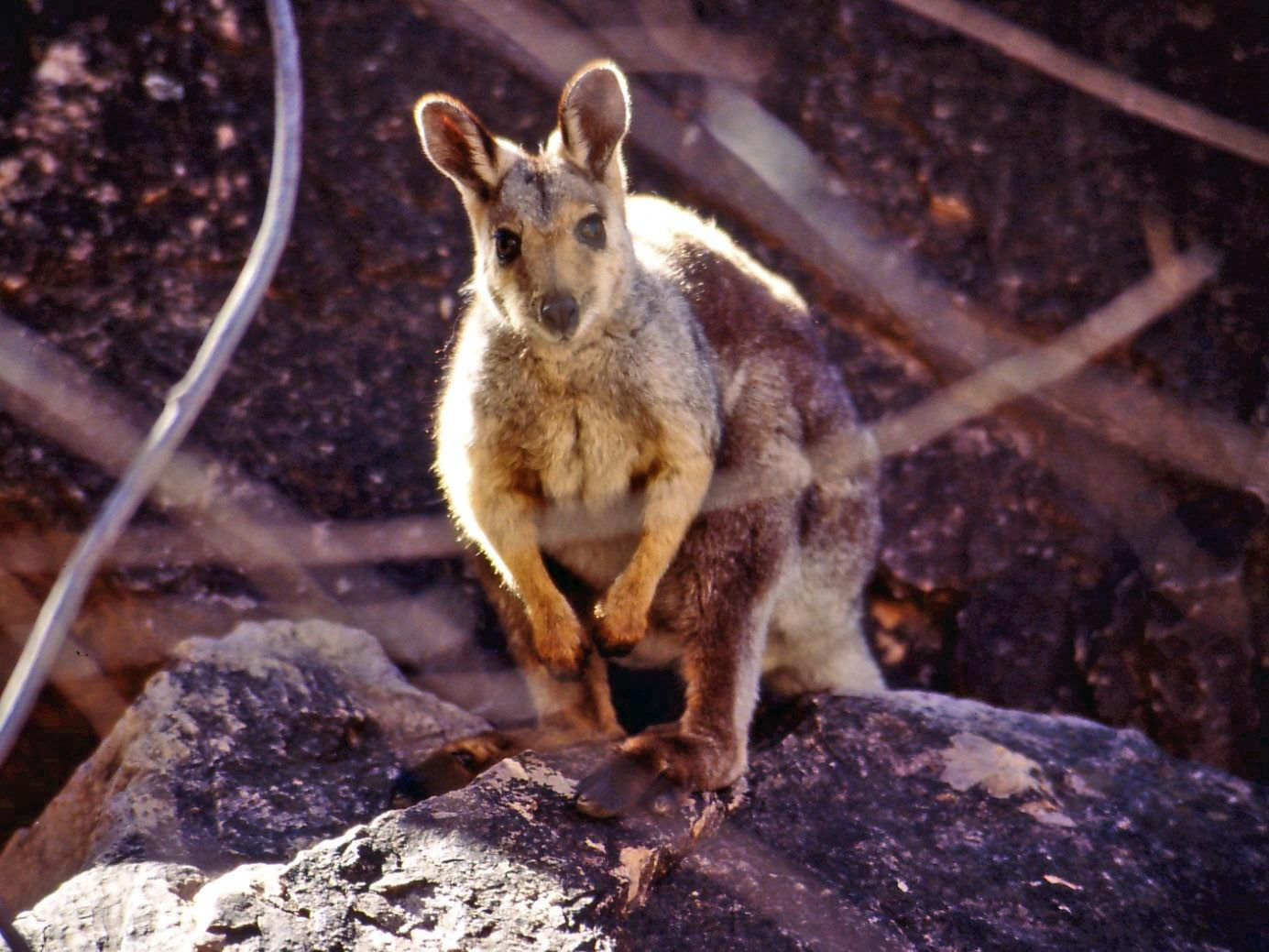
Petrogale d'Australie occidentale
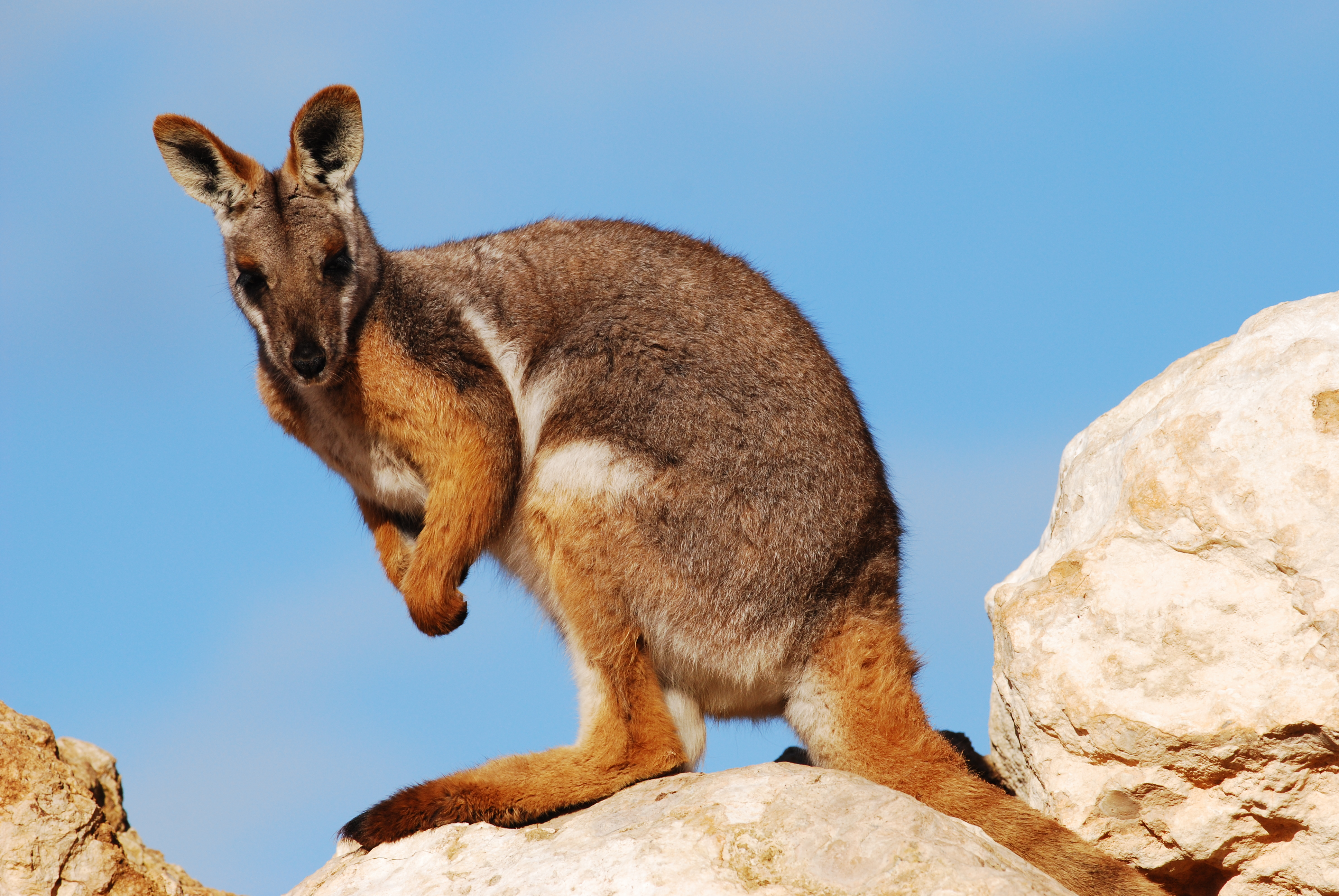
Petrogale à pieds jaunes
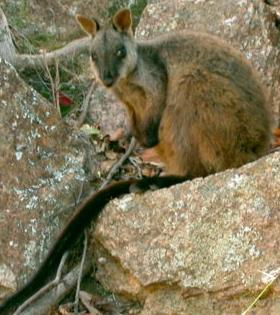
Petrogale penicillata

## Liste des wallabies
Note : certaines espèces ont plusieurs noms et, les classifications évoluant encore, certains noms scientifiques peuvent avoir un autre synonyme valide.
Voici la liste des espèces qu'on a l'habitude d'appeler wallaby avec leurs noms vernaculaires attestés en français et leur dénomination scientifique correspondante, classée par genre d'abord puis par ordre alphabétique du nom binomial de l'espèce : 
- La seule espèce du Wallabia est le :
  - Wallaby bicolore, Wallabia bicolor

- Le principal groupe de wallabys appartient au genre Macropus :
  - Wallaby agile, Macropus agilis
  - Wallaby à raie noire, Macropus dorsalis
  - Wallaby de l'ile Eugène, Macropus eugenii
  - Wallaby de Grey, Macropus greyii (disparu)
  - Wallaby d'Irma, Macropus irma
  - Wallaby de Parma, Macropus parma
  - Wallaby de Parry, Macropus parryi
  - Wallaby à cou rouge ou wallaby de Bennett, Macropus rufogriseus

- Wallabys à queue cornée, formant le genre Onychogalea :
  - Wallaby bridé à queue cornée, Onychogalea fraenata
  - Wallaby à queue cornée, Onychogalea lunata (disparu)
  - Wallaby de Fawn à queue cornée, Onychogalea unguifera

- Les lièvres-wallabies (du genre Lagorchestes)
  - Lièvre-wallaby du Centre, Lagorchestes asomatus (disparu)
  - Lièvre-wallaby à lunettes, Lagorchestes conspicillatus
  - Lièvre-wallaby de l'Ouest, Lagorchestes hirsutus
  - Lièvre-wallaby de l'Est, Lagorchestes leporides (disparu)

- Wallabies du genre Dorcopsis
  - Wallaby forestier de l'île de Goodenough, Dorcopsis atrata
  - Wallaby à raies blanches, Dorcopsis hageni
  - Wallaby forestier gris, Dorcopsis luctuosa
  - Wallaby forestier brun, Dorcopsis muelleri

- Wallabies du genre Dorcopsulus
  - Wallaby de Macleay, Dorcopsulus macleayi
  - Petit wallaby forestier, Dorcopsulus vanheurni

- Les pétrogales ou wallabies des rochers : 
  - Petrogale allié, Petrogale assimilis
  - Pétrogale à oreilles courtes, Petrogale brachyotis
  - Warabi, Petrogale burbidgei
  - Petrogale du Cap York, Petrogale coenensis
  - Petrogale des rochers, Petrogale concinna
  - Petrogale de Godman, Petrogale godmani
  - Petrogale d'Herbert, Petrogale herberti
  - Petrogale du Queensland, Petrogale inornata
  - Petrogale d'Australie occidentale, Petrogale lateralis
  - Petrogale mareeba
  - Petrogale penicillata
  - Petrogale Proserpine, Petrogale persephone
  - Petrogale purpureicollis
  - Petrogale de Rothschild, Petrogale rothschildi
  - Petrogale sharmani
  - Petrogale à pieds jaunes, Petrogale xanthopus

- Les pademelons, du genre Thylogale : 
  - Pademelon à ventre rouge, Thylogale billardierii
  - Pademelon de Brown, Thylogale browni
  - Pademelon à queue courte, Thylogale brunii
  - Pademelon de Calaby, Thylogale calabyi
  - Pademelon des montagnes, Thylogale lanatus
  - Pademelon à pattes rouges, Thylogale stigmatica
  - Pademelon à cou rouge, Thylogale thetis

Bien qu'il ne fasse pas partie de la sous-famille des Macropodinae qui comprend l'ensemble des espèces vivantes des wallabys mentionnées ci-dessus, ainsi que les kangourous et les autres espèces plésiomorphes, on inclut aussi parmi les wallabys le : 
- Lièvre wallaby rayé, Lagostrophus fasciatus (unique représentant de la sous-famille des Sthenurinae)

## Dans la culture
L'équipe d'Australie de rugby à XV est surnommée les "Wallabies" et a pour logo un wallaby de couleur jaune.
Wallaby est un totem scout classique.
Le wallaby a inspiré le choix de la mascotte des parcs d'attraction "Walibi" (WAvre-LImal-BIerges).
Un groupe d'échassiers urbains à Namur en Belgique se nomme "Wallabia". 
Le personnage de Rocko de la série télévisée Rocko's Modern Life est un wallaby.